# 인터넷 브로드웨이 데이터베이스
인터넷 브로드웨이 데이터베이스(Internet Broadway Database; IBDB)는 브로드웨이 연극 작품과 관련 인물의 온라인 데이터베이스이다. 브로드웨이 리그의 조사 담당 부서에서 운영하며, 북아메리카 상업 연극 공동체와 상호 협력을 맺고 있다.
IBDB는 현재 뉴욕 극장가에서 상연을 시작한 1700여개 이상의 작품 기록을 제공하고 있다. 또한 흥미로운 사실과 통계 자료는 물론 작품과 관련된 인물들에 대한 정보도 제공한다.
이 사이트는 미국 극장과 제작자 리그 (지금의 "브로드웨이 리그")의 조사 부서 책임자였던 카렌 하우저가 1995년부터 생각해온 것으로 알려져 있다.

## 같이 보기
- 인터넷 연극 데이터베이스 - ITDb
- 인터넷 영화 데이터베이스 - IMDb
- 인터넷 책 데이터베이스 - IBookDb
- 브로드웨이 리그